# 马克·雷诺兹 (棒球运动员)
馬克·安德魯·雷諾茲（英語：Mark Andrew Reynolds，1983年8月3日—），為前美國職棒大聯盟的內野手，生涯曾效力過響尾蛇、金鶯、印地安人、洋基、釀酒人、紅雀、洛磯與國民等隊。常打全壘打、高三振率及出色的防守能力為其打擊特色。
2004年大聯盟選秀，響尾蛇隊在第16輪選進雷諾茲。

## 職業生涯

### 亞利桑那響尾蛇

#### 2007年
5月16日，因為陣中內野手Chad Tracy受傷，因此雷諾茲從2A直升大聯盟。他在生涯前15場比賽就打進14分打點。
該年他打擊率2成79，17轟62分打點。不過他也吞下129次三振。
10月3日，國聯分區賽第一場，雷諾茲在第7局擊出超前比數的全壘打，最後響尾蛇3場橫掃小熊。
雷諾茲在國聯冠軍賽的第3場也擊出全壘打，不過球隊4場遭到洛磯隊橫掃出局。

#### 2008年
9月25日，雷諾茲吞下單季第200次三振。打破2007年由萊恩·霍華德創下的單季199次三振紀錄。最後雷諾茲該季吞下204次三振，三振率高達33.3%。
而他該年34次守備失誤與.907的守備率皆為三壘手最慘的數據。另外他該年打擊率為2成39，28轟97分打點。

#### 2009年
該年明星賽，雷諾茲入選最終決選名單。不過他票選輸給謝恩·維克托里諾和巴勃羅·桑多瓦爾，無緣入選明星賽。
7月28日，他在大通體育場擊出481英尺的全壘打。這支全壘打是2009年最遠的全壘打。該年他擊出44轟，其中有25轟的飛行距離都超過400英尺。
8月10日，他在那週的打擊率高達4成48，擊出6轟10分打點。他也擊敗隊友Ryan Roberts拿下單週最佳球員。
該年他打擊率為2成60，44轟102分打點。另還有98得分與24次盜壘成功。不過他單季吞下223次三振成為生涯新高。

#### 2010年
3月18日，他與球隊簽下3年1450萬美元的合約。5月20日，他面對巨人隊擊出生涯第100轟。該年他打擊率僅1成98，卻擊出32轟85分打點。單季83次保送也是生涯新高。
雷諾茲也成為了史上首位打擊率乘以1000還比生涯三振數還少的野手。

### 巴爾的摩金鶯
2010年12月6日，響尾蛇將雷諾茲與一名日後指定球員(John Hester)交易至金鶯隊，換來David Hernandez和Kam Mickolio。

#### 2011年
該年他單季發生31次守備失誤為大聯盟最多，8成97的守備率也是三壘手最低。而他單季也吞下196次三振，為美聯最多。不過他單季37轟名列美聯第4。
8月7日，他成為史上第一位在金鶯公園將球打上外野第二層看台的球員。這支全壘打的飛行距離經過推算長達463英尺。

#### 2012年
5月29日，他僅花了747場比賽就達成生涯被三振1000次的尷尬紀錄，成為史上最快達成此紀錄的球員。
該年球季，雷諾茲被安排在一壘守備，三壘則由克里斯·戴維斯來守備。雷諾茲以一壘手身分出賽108場，僅發生5次失誤。9成95的守備率讓他排名大聯盟第4。
8月17日，老虎隊的Jhonny Peralta擊出三壘滾地球，三壘手曼尼·馬查多在把球丟向一壘的時候，雷諾茲為了接球讓腳離開壘包，最終一壘審判決Peralta擊出安打上壘。雷諾茲因為在和一壘審爭論時將手套摔向地上而遭驅逐出場。後來總教練巴克·休瓦特認為雷諾茲不應該被驅逐，雖然最後休瓦特也被驅逐出場，不過主審反而讓雷諾茲重回賽場上。
9月6日，他面對洋基隊時擊出雙響砲。他成為1918年後第二位單季3次面對洋基隊擊出雙響砲的球員。
該年他打擊率2成21，23轟69分打點。球季結束後，金鶯沒有和雷諾茲續約。於是他成為自由球員。

### 克里夫蘭印地安人
2012年12月9日，雷諾茲與印地安人隊簽下1年的合約。2013年4月13日，他面對白襪隊的克里斯·塞爾擊出滿貫砲。他在4月的打擊率高達3成01，不過到了5月卻只剩下1成87。8月8日，他被球隊給指定轉讓。8月12日，他遭到球隊釋出。他在印地安人擊出15轟，打擊率卻只有2成15。

### 紐約洋基
2013年8月13日，雷諾茲加入洋基隊，他身穿條紋衣的首個打席就擊出全壘打。8月28日，因為羅賓森·坎諾和愛德華多·努涅斯都進入傷兵名單，所以雷諾茲首次進入洋基隊的先發名單中。該年他在洋基隊出賽36場，打擊率2成36，6轟19分打點。

### 密爾瓦基釀酒人
2014年1月17日，他以小聯盟合約加入釀酒人。他在釀酒人隊出賽130場，擊出22轟45分打點，打擊率卻僅有1成96。

### 聖路易紅雀隊
2014年12月11日，他以一年200萬美元的合約加入紅雀隊。由於他連續5個球季打擊率都不到2成3，因此他在紅雀隊主要擔任一壘手麥特·亞當斯和三壘手麥特·卡本特的替補。
7月12日，雷諾茲首度達成他在紅雀隊的雙響砲紀錄。這也是他生涯第22次達成單場雙響。該年他出賽140場，打擊率2成30，13轟48分打點。

### 科羅拉多洛磯
2015年12月16日，他和洛磯隊簽下1年2600萬美元的合約，另外還有1100萬美元的激勵獎金。2016年他出賽118場，打擊率2成82，14轟53分打點。
2017年2月1日，他與球隊簽下小聯盟合約，並受邀參加春訓。
由於伊恩·德斯蒙德受傷，因此雷諾茲成為2017年洛磯隊開季先發一壘手。5月9日，他達成連續4場開轟的個人紀錄。該年他打擊率2成67，30轟97分打點，還有175次被三振。

### 華盛頓國民
2017年球季結束，雷諾茲成為自由球員。2018年4月12日，他與國民隊簽下小聯盟合約。他在3A出賽10場，打擊率2成31。後來因為一壘手萊恩·齊默爾曼受傷，他在5月12日登上大聯盟。
5月13日為雷諾茲身穿國民球衣的第一場比賽，而他在那場比賽就擊出雙響砲。7月7日，他締造單場10分打點。追平2017年由Scooter Gennett創下的單場打點紀錄。7月9日，他再度獲選為單週最佳球員。該年他打擊率為2成48，13轟40分打點。

### 重回洛磯隊
2019年1月30日，他再度與洛磯隊簽下小聯盟合約。最後他與球隊簽下1年100萬美元加上100萬激勵獎金的合約，做為丹尼爾·墨菲的替補。他在2019年7月21日遭到球隊指定轉讓，7月26日遭到釋出。

## 外部連結
- 球員資訊和成績在MLB，ESPN，Baseball-Reference，Fangraphs（英文）
- 台灣棒球維基館：馬克·雷諾茲 （页面存档备份，存于）（繁體中文）